# Nagymon
Nagymon (románul: Naimon) falu Romániában, Szilágy megyében.

## Fekvése
Zilahtól északra, a Szilágy-patak bal partján, Tövisháton, Menyő, Vérvölgy és Nagymonújfalu közt fekvő település.

## Története
Nagymon (Mon) Árpád-kori település, azonban területe már ősidők óta lakott hely volt. Pogányvár nevű határrászében egykor földvár állt. Az 1800-as években itt végzett ásatásokkor területéről égetett föld, csont- és kődarabok kerültek elő.
Neve először a Váradi regestrumban tűnt fel Mon néven, egy per kapcsán 1205-1235 között. 1378-ban Mony, 1454-ben Nagman, Naghmon, 1492-ben Nagh-Mon, 1639-ben Nagimon néven írták.
1369-ből már ismerjük birtokosai nevét is: ekkor a Kusalyi Jakcs család volt Mon birtokosa.
1475-ben V. László király a középszolnoki Naghmon birtokot, mely előzőleg Menyői Péteré volt Kwesi Simonnak adta.
1549-ben több birtokosa is volt; Kusalyi Jakcs Ferenc, Ramocsa Imre, Pázmány Péter és Deésházi László között oszlott meg.
1639 előtt Nagymon birtokosa Nagydobai Spáczai János volt, azonban birtokát hűtlensége miatt elvesztette, Rákóczi György fejedelem a birtokot főlovászmesterének Serédi István krasznavármegyei főispánnak adományozta.
1797-ben végzett összeíráskor Nagymon saját telken levő adómentes nemesei Tömösvári Jónás, Vécsei Sándor, Kerekes Péter voltak.
1805-ben adómentes nemesek voltak a településen: Szipoly Bálint, essenyei Áron, Vécsei Sándor, Adi Bálint és János, Oláh Péter, Ferenc, Mihály, András és József, Bányai György, Balogh István, Téglás Ferenc, Márton János, Alszegi Ferenc és Mihály, Kovács György, ifjú Osvát András, Gecző István, Mészáros József, Osváth Péter, Balog Péter, Ungvári Bálint és András, Téglás András, Balog János és András, Bakó János és idősb Osváth András.
1847-ben végzett összeíráskor Nagymonnak 373 görögkatolikus lakosa volt.
1890-ben 259 lakosa volt, melyből 249 magyar, 10 román, ebből 4 római katolikus, 10 görögkatolikus, 4 evangélikus, 222 református, 19 izraelita. A házak száma ekkor 52 volt.
Nagymon a trianoni békeszerződés előtt Szilágy vármegye Zsibói járásához tartozott.

## Nevezetességek
- Református temploma - gótikus stílusban épült, egyik harangját a XV. században öntötték.
- A településen struccfarm és eper ültetvény található.

## Híres szülöttei
- Márton Gyula (1916. december 27.–Kolozsvár, 1976. április 4.) romániai magyar nyelvész, egyetemi tanár.